# Friedrich von Beust
Friedrich Hermann Graf von Beust (* 20. Oktober 1813 in Altenburg; † 10. Juni 1889 in Weimar) war großherzoglich-sächsischer Wirklicher Geheimer Rat, Kammerherr und Oberhofmarschall, Generalleutnant und Generaladjutant sowie Ehrenritter des Johanniterordens.

## Leben

### Herkunft
Friedrich Graf von Beust stammte aus dem altmärkischen Uradelsgeschlecht derer von Beust. Seine Eltern waren der Geheimrat und Gesandte am Bundestag in Frankfurt Karl Leopold von Beust (1780–1849) und Friederike von Trützschler (1790–1813).

### Werdegang
Aus dem Kadettenkorps kommende wurde Beust am 1. April 1830 dem 2. Reiter-Regiment der sächsischen Armee überwiesen. Am 6. Juni 1831 avancierte er zum Sekondeleutnant und wurde am 1. April 1834 in das 1. Reiter-Regiment versetzt. Am 11. Juni 1837 erhielt er den Charakter als Oberleutnant und die Erlaubnis in sachsen-weimarsche Diensten über zu treten. Dort nahm er am 3. August 1837 seinen Dienst als Stabskapitän und Adjutant des Erbherzogs auf. Er stieg am 15. Januar 1841 weiter auf zum Hauptmann sowie am 22. September 1846 zum Major und Flügeladjutant seines Dienstherren. Seine erneute Beförderung zum Oberstleutnant erfolgte am 2. Februar 1852, die zum Oberst am 24. Dezember 1854 und schließlich die zum Generalmajor und Generaladjutant des Großherzogs von Sachsen-Weimar-Eisenach am 10. Juli 1862. In diesem Rang und Funktion wurde Beust am 1. Oktober 1867 in den Verband der preußischen Armee übernommen. So nahm er 1870/71 am Deutsch-Französischen Krieg teil, wo er mit dem Eisernen Kreuz II. Klasse ausgezeichnet wurde. Er wurde am 18. Oktober 1873 zum Generalleutnant befördert.
Er war Inhaber zahlreicher weiterer Orden.

### Familie
Er heiratete 1842 Cäcilie Freiin von Gersdorff (1821–1872), Tochter des Ernst Christian August von Gersdorff. Aus dieser Ehe gingen mehrere Kinder hervor:
- Karl Alexander (* 1848), Leutnant im 1. Garde-Ulanen-Regiment
- Marie Julie Diana (1845–1926) ⚭ 1866 Carl Otto von Kalckreuth (1835–1900)[2], Herr auf Muchoczyn, Landrat, Mitglied des preußischen Herrenhauses
- Ernst Thilo (* 1846), Dr. jur., Gerichtsreferendar
- Marie Caroline Cäcilie (1855–1913)